# Castell de Ganalur
El castell de Ganalur o Jaciment del Castillet està situat en el terme municipal de Vallat (Alt Millars, País Valencià).
Existeixen molt poques dades referents a aquest castell. Es coneix que ja existia en els segles xiii i XIV perquè s'han trobat documents que així ho testifiquen. En el Llibre del Repartiment es deixa clara la seva existència, on s'indica la seva proximitat al castell de la Mola del Bou Negre, a Argeleta, i en el qual queda constància de l'ordre de destrucció del castrum et vila de Ganalur. És per aquesta raó que avui es troba arruïnat totalment i fins i tot és difícil trobar la seva ubicació exacta.
Les seves ruïnes es troben en una lloma situada a l'oest de Vallat, en una zona molt pròxima a les demarcacions d'Argeleta i Toga. El castell hagué de defensar el límit de la baronia d'Arenós i pertanyia a l'almohade Abú Zayd, com la major part d'aquests territoris. Únicament s'observen diversos i espargits restes que devien pertànyer a aquesta fortalesa.